# Itis (centro comercial)

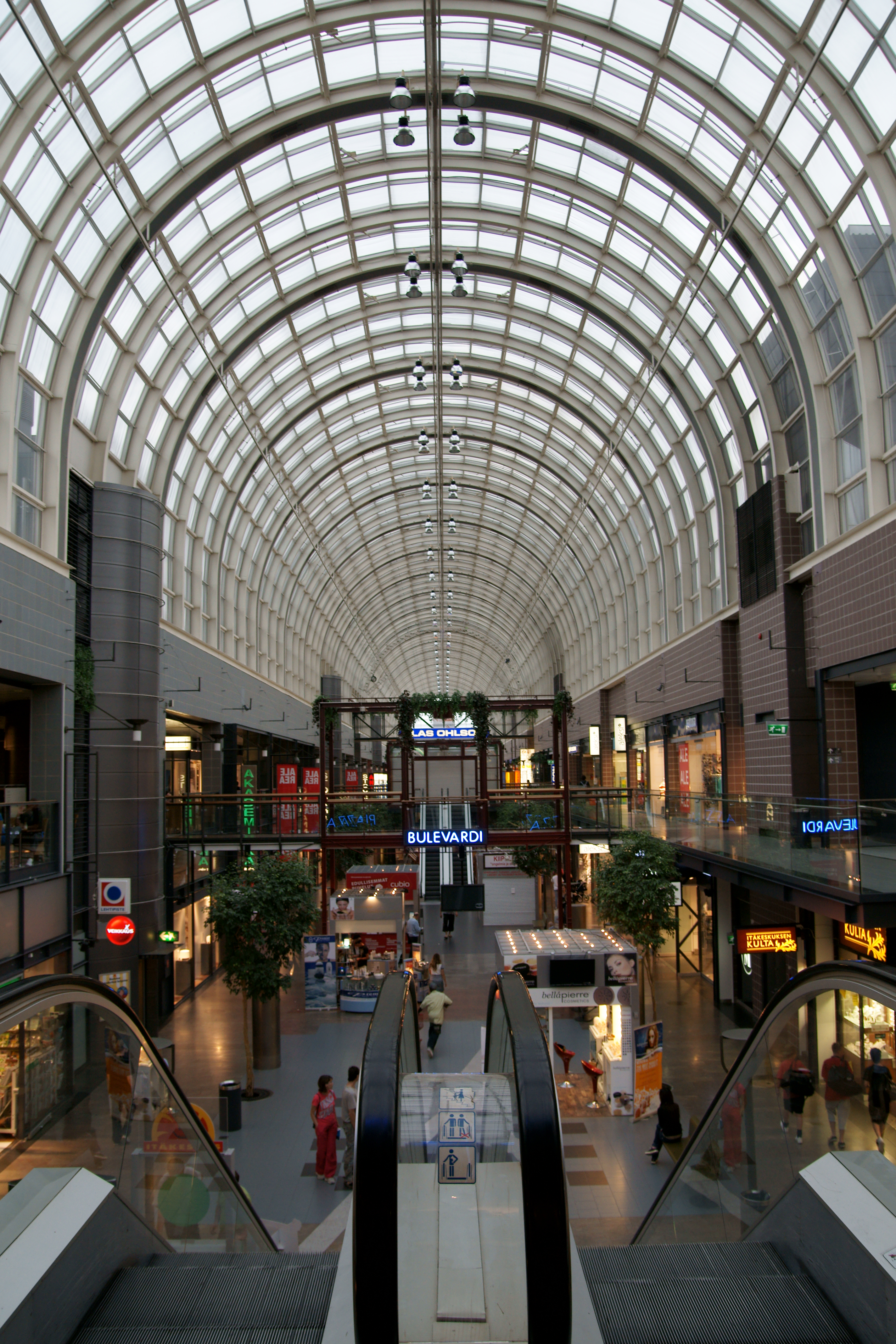
Centro Comercial Itäkeskus - Bulevardi.

El Centro Comercial Itis (anteriormente Itäkeskus) es un centro comercial localizado en el distrito de Itäkeskus, en el este de Helsinki (Finlandia). Es el mayor centro comercial techado en los países nórdicos, con un área de 96,300 metros cuadrados y cerca de 240 distintos tipos de tiendas (incluyendo cerca de 30 cafés y restaurantes).[cita requerida] Tiene tres mil espacios de estacionamiento y su propia estación de metro (Estación Itäkeskus).
El centro comercial se divide en 4 secciones: Pasaasi, Pikku-Bulevardi, Bulevardi, y Piazza. Tiene 5 pisos, con las tiendas y otros servicios comerciales principalmente concentrados en los primeros 2 pisos. Los pisos restantes están reservados principalmente para estacionamiento y oficinas. Las tiendas más grandes en el complejo son Stockmann, Anttila y H&M.